# Cối tự hành M106
Cối tự hành M106 là một loại xe pháo tự hành đang phục vụ trong quân đội Hoa Kỳ, được thiết kế để yểm trợ cho các tiểu đoàn bộ binh cơ giới. Sau này được thay thế bằng cối tự hành M1064.

## Lịch sử

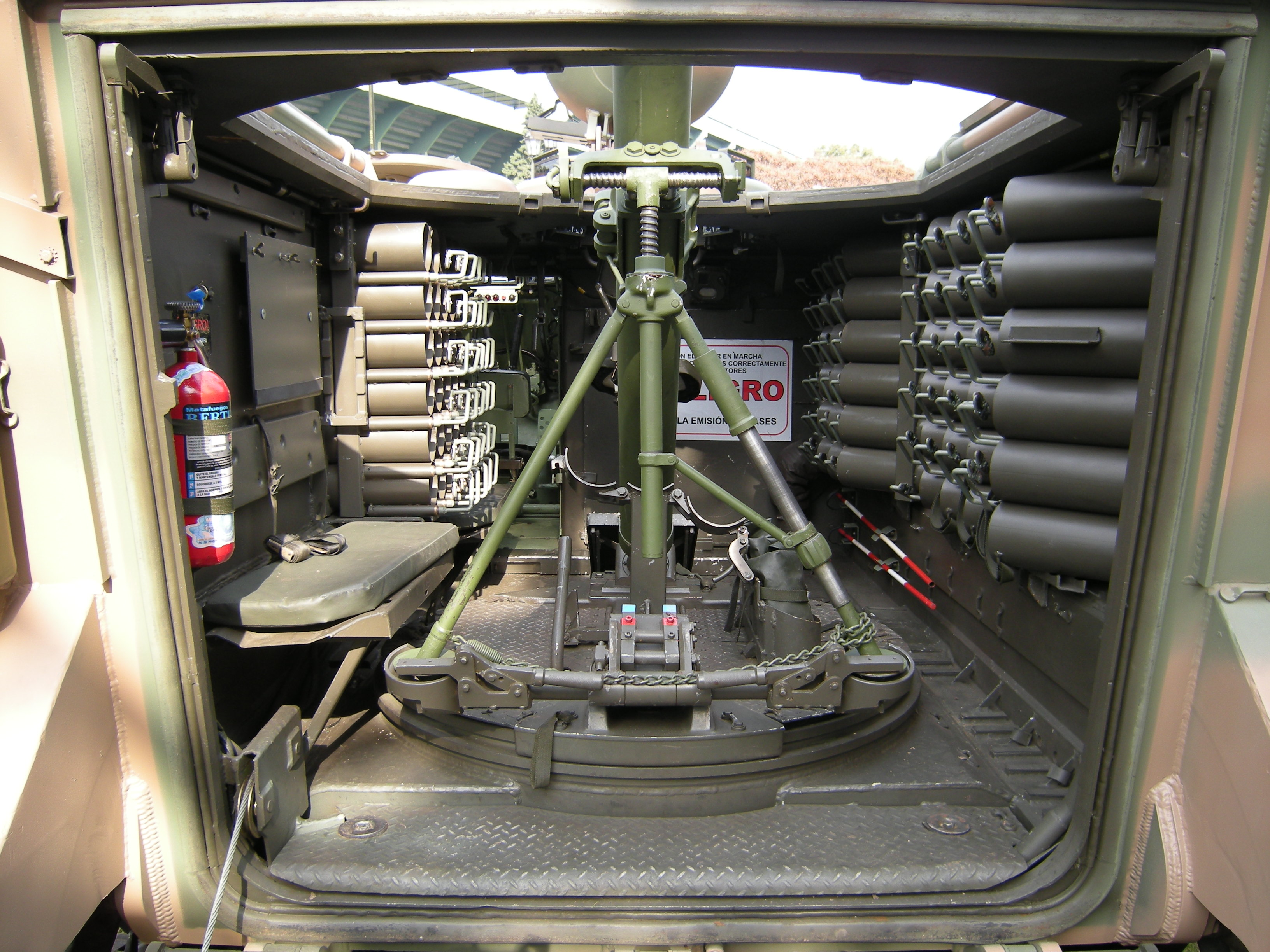
Nội thất bên trong xe

M106 là một biến thể của xe thết giáp chở quân M113 với súng cối 107mm M30. Nó ra mắt vào năm 1964 cùng với cối tự hành M125 81mm và được triển khai tại Việt Nam. Có ba biến thể: M106, M106A1 và M106A2. 862 M106 (bao gồm 841 chiếc cho quân đội Hoa Kỳ), 1.409 M106A1 (bao gồm 990 chiếc cho quân đội Hoa Kỳ) và 350 M106A2 (bao gồm 53 chiếc cho quân đội Hoa Kỳ) đã được sản xuất.
Sau những đợt thử nghiệm nghiêm ngặt vào năm 1988, Quân đội Hoa Kỳ đã chọn thay thế nó bằng pháo 120mm Soltam K6. Một số cối tự hành M106 được nâng cấp lên biến thẻ M1064A3 bằng cách thay thế cối 107mm bằng cối 120mm.

## Biến thể

### Hoa Kỳ
- M106A1: Biến thể hiện đại hóa của M113A1, trang bị súng cối M30 106,7mm.[4]
- M106A2: Biến thể dựa trên M113A2.[4]
- M1064: Biến thể dựa trên M106A2 với cối 120 mm và thùng nhiên liệu bên ngoài.[5]
- M106A3: Biến thể cải tiến của M1064, trang bị bộ nguồn RISE.[5]
- M125: Biến thể ban đầu dựa trên M113, không được sản xuất hàng loạt
- M125A1: Biến thể dựa trên M113A1 và có chung các đặc tính kỹ thuật với cối tự hành M106A1, vì cối 81mm và 107mm có thể hoán đổi cho nhau.[6]
- M125A2: Biến thể dựa trên M113A2.[6]

### Việt Nam
- M106-100: Biến thể của M106 trang bị súng cối 100 mm và súng 12,7 mm K54 do Việt Nam tự sản xuất.[7]
- M125-100: Biến thể của M125 trang bị súng cối 100 mm và súng 12,7 mm K54 do Việt Nam tự sản xuất.[7]

## Sử dụng

### Hiện tại
- Argentina: 25 M106A2 (đã qua sử dụng) nhận được vào năm 2000.[8][9]
- Ai Cập: 65 M106A1 và 35 M106A2 nhận được trong các năm 1979/1982 và 1996/1997, được sử dụng và bảo quản một phần.[10][8]
- Hy Lạp: nhận được 114 chiếc (đã sử dụng một phần) từ năm 2000 đến năm 2002.[8][11]
- Hà Lan: 53 chiếc nhận được trong năm 1965/1966.[8]

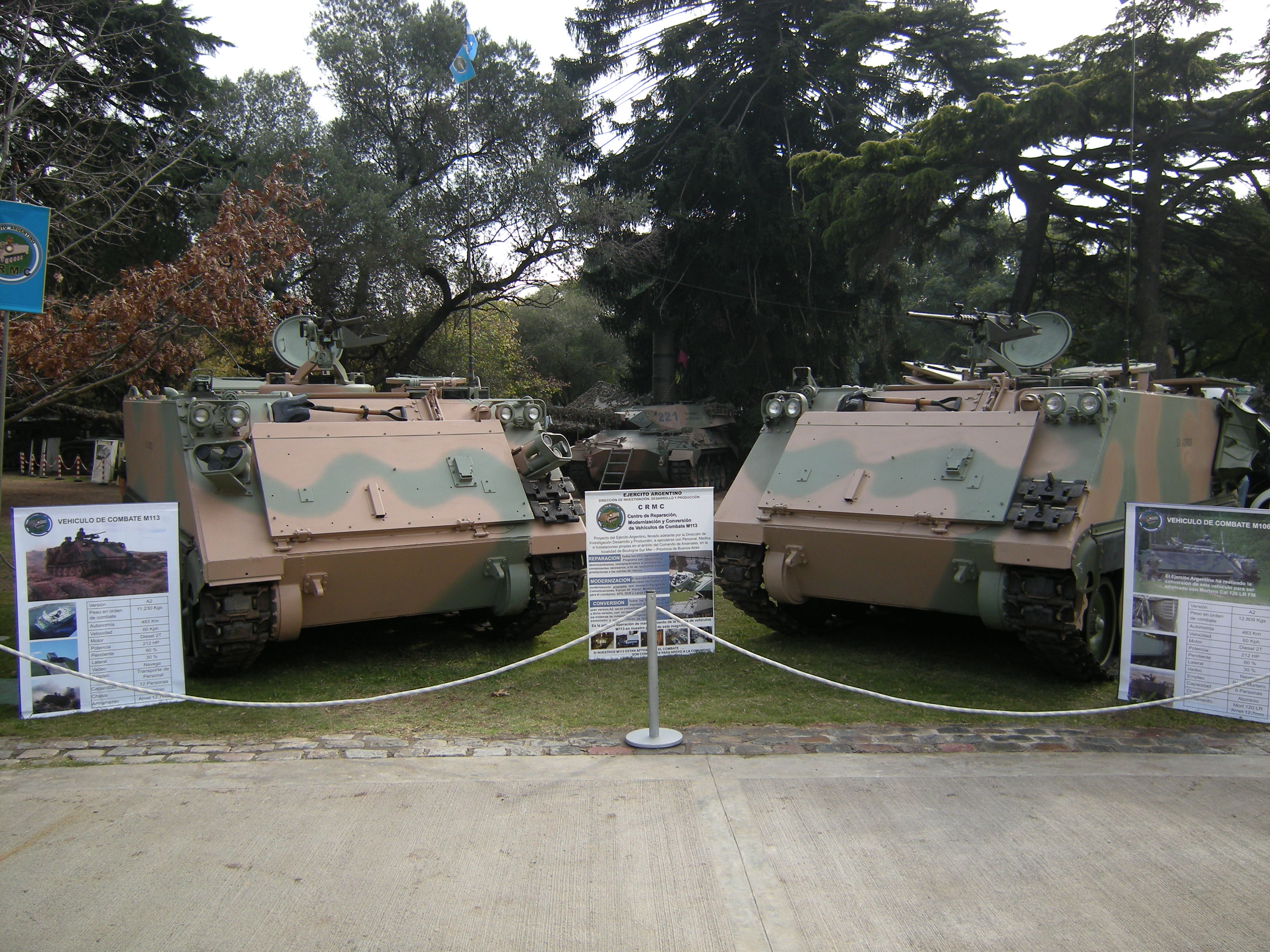
M-113 (trái) và M-106 (phải), trong Triển lãm Quân đội Argentina được tổ chức vào tháng 5 năm 2008

- Đức: Thu được trong những năm 1960 và 1970.[8]
- Ý: không rõ số lượng đã mua.[8]
- Na Uy: 28 chiếc mua từ Mỹ năm 1966/1967.[8][12]
- Bồ Đào Nha: nhận được 18 chiếc đã qua sử dụng.[8][13]
- Perú: 24 chiếc M106A1 được mua từ Hoa Kỳ trong giai đoạn 1974-1976.[14][8]
- Jordan: 50 chiếc (đã qua sử dụng) nhận được vào năm 1999/2000.[8]
- Lebanon: 5 chiếc đã qua sử dụng do Hoa Kỳ cung cấp vào năm 1997/1998.[8]
- Cộng hòa Ả Rập Yemen: Nhận 12 chiếc từ Hoa Kỳ vào năm 1979.
- Libya[15]
- Maroc: 32-36 M106A2 (đã qua sử dụng) nhận được vào năm 2000.[16]
- Ả Rập Xê Út: Không rõ số lượng được Mỹ mua vào những năm 1980.[8]M106 của Quân đội Hà Lan

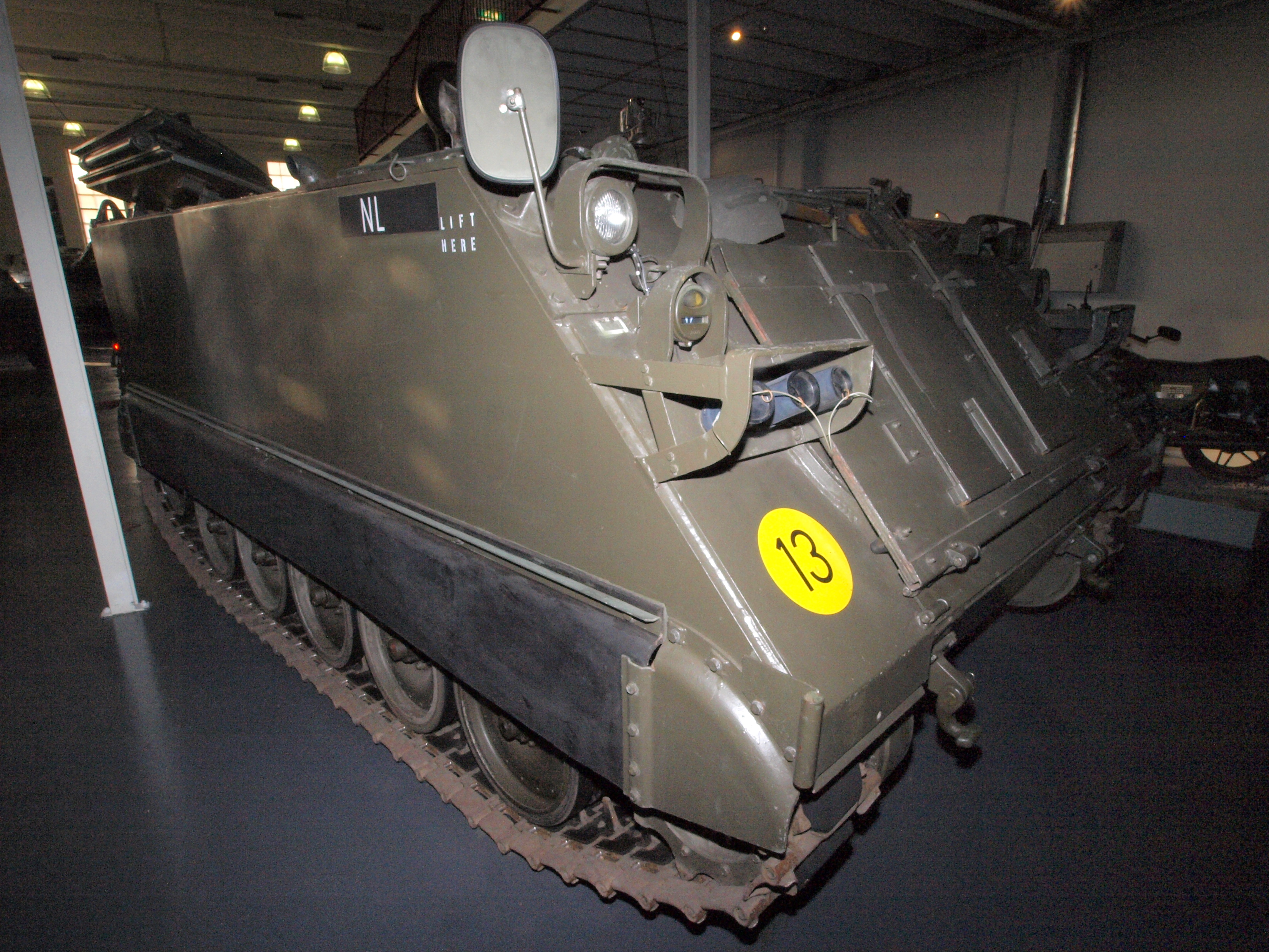
M106 của Quân đội Hà Lan

- Đài Loan: 90 M106A2 nhận được trong năm 1984/1986.[8][17]
- Thái Lan: 12 chiếc M106A3 được tiếp nhận trong năm 1995/1997.[8][18]
- Việt Nam: Chiến lợi phẩm từ Chiến tranh Việt Nam và tự nâng cấp lên và tự sản xuất[19]

### Không còn sử dụng
- Thụy Sĩ:  M106 với cối 120mm, được gọi là 12 cm Mw Pz 64 (Minenwerferpanzer 64) và 12 cm Mw Pz 64/91. 132 chiếc đã được mua lại, loại biên từ năm 2009.[20][21]
- Hoa Kỳ[22]